# William Deane
William Patrick Deane (ur. 4 stycznia 1931 w Melbourne) – australijski prawnik, w latach 1996 – 2001 gubernator generalny Australii.

## Życiorys
Ukończył prawo na Uniwersytecie w Sydney, a następnie studia podyplomowe w Haskiej Akademii Prawa Międzynarodowego. Jako młody prawnik otarł się o politykę, wstępując w 1955 do Demokratycznej Partii Pracy, jednego z niewielkich ugrupowań powstałych w wyniku rozłamów w Australijskiej Partii Pracy. Szybko jednak zniechęcił się do tego rodzaju działalności i skupił się na karierze zawodowej. W 1957 stał się członkiem adwokatury stanu Nowa Południowa Walia, równocześnie podjął też pracę naukową na macierzystej uczelni.
Po latach praktyki adwokackiej, w 1977 został sędzią Sądu Najwyższego swojego stanu, a 5 lat później powołano go do federalnego Sądu Najwyższego. W 1995 premier Paul Keating powierzył mu stanowisko gubernatora generalnego. Siedem miesięcy później Keatinga zastąpił u steru władzy John Howard. On i Deane dość diametralnie różnili się w poglądach na wiele kwestii, przede wszystkim społecznych – mający lewicowe poglądy gubernator nie mógł znieść wielu posunięć liberalnego rządu, i choć nigdy otwarcie nie krytykował publicznie ministrów, to ton jego wypowiedzi był dość jednoznaczny. Ściągnęło to na niego krytykę wielu publicystów, zwłaszcza prawicowych.
Po odejściu ze stanowiska stał się czynnym uczestnikiem debat publicznych, teraz już otwarcie krytykującym rząd Howarda.

## Odznaczenia
- Kawaler Orderu Australii (1988)[1]
- Komandor Orderu Imperium Brytyjskiego (1982)[2]